# العلاقات الباربادوسية الأيرلندية
العلاقات الباربادوسية الأيرلندية هي العلاقات الثنائية التي تجمع بين باربادوس وجمهورية أيرلندا.

## مقارنة بين البلدين
هذه مقارنة عامة ومرجعية للدولتين:
| وجه المقارنة                                              | باربادوس       | جمهورية أيرلندا                                       |
| --------------------------------------------------------- | -------------- | ----------------------------------------------------- |
| المساحة (كم2)                                             | 439            | 70.27 ألف                                             |
| عدد السكان (نسمة)                                         | 285.72 ألف     | 4.76 مليون                                            |
| الكثافة السكانية (ن./كم²)                                 | 65.08 ألف      | 67.74                                                 |
| العاصمة                                                   | بريدج تاون     | دبلن                                                  |
| اللغة الرسمية                                             | لغة إنجليزية   | اللغة الأيرلندية، لغة إنجليزية، الإنجليزية الأيرلندية |
| العملة                                                    | دولار بربادوسي | جنيه أيرلندي، يورو، عملات اليورو الأيرلندية           |
| الناتج المحلي الإجمالي (بليون دولار)                      | 4.80 مليار     | 333.73 مليار                                          |
| الناتج المحلي الإجمالي (تعادل القوة الشرائية) بليون دولار | 4.66 مليار     | 318.16 مليار                                          |
| الناتج المحلي الإجمالي الاسمي للفرد دولار أمريكي          | 15.43 ألف      | 61.13 ألف                                             |
| الناتج المحلي الإجمالي للفرد دولار أمريكي                 | 16.06 ألف      |                                                       |
| مؤشر التنمية البشرية                                      | 0.795          | 0.916                                                 |
| رمز المكالمات الدولي                                      | +1246          | +353                                                  |
| رمز الإنترنت                                              | .bb            | .ie                                                   |
| المنطقة الزمنية                                           | 00             | 00، ت ع م+01:00، أوروبا/دبلن ‏                         |

## منظمات دولية مشتركة
يشترك البلدان في عضوية مجموعة من المنظمات الدولية، منها:
| علم المنظمة | اسم المنظمة                               | تاريخ انضمام باربادوس | تاريخ انضمام جمهورية أيرلندا |
| ----------- | ----------------------------------------- | --------------------- | ---------------------------- |
|             | مؤسسة التنمية الدولية                     | 29 سبتمبر 1999        | 22 ديسمبر 1960               |
|             | يونسكو                                    | 24 أكتوبر 1968        | 3 أكتوبر 1961                |
|             | وكالة ضمان الاستثمار متعدد الأطراف        | 12 أبريل 1988         | 27 أكتوبر 1989               |
|             | الأمم المتحدة                             | 9 ديسمبر 1966         | 14 ديسمبر 1955               |
|             | الاتحاد البريدي العالمي                   | ?                     | ?                            |
|             | البنك الدولي للإنشاء والتعمير             | 12 سبتمبر 1974        | 8 أغسطس 1957                 |
|             | الاتحاد الدولي للاتصالات                  | 16 أغسطس 1967         | 8 ديسمبر 1923                |
|             | منظمة حظر الأسلحة الكيميائية              | ?                     | ?                            |
|             | مؤسسة التمويل الدولية                     | 25 يونيو 1980         | 11 سبتمبر 1958               |
|             | المركز الدولي لتسوية المنازعات الاستشارية | 1 ديسمبر 1983         | 7 مايو 1981                  |
|             | منظمة التجارة العالمية                    | ?                     | ?                            |
|             | منظمة الشرطة الجنائية الدولية             | ?                     | ?                            |

## أعلام
هذه قائمة لبعض الشخصيات التي تربطها علاقات بالبلدين:
- ريانا (مغنية بوب، 20 فبراير 1988[19][20] – )

## وصلات خارجية
- موقع وزارة الخارجية الباربادوسية
- موقع وزارة الخارجية الأيرلندية